# Botverankerd hoortoestel

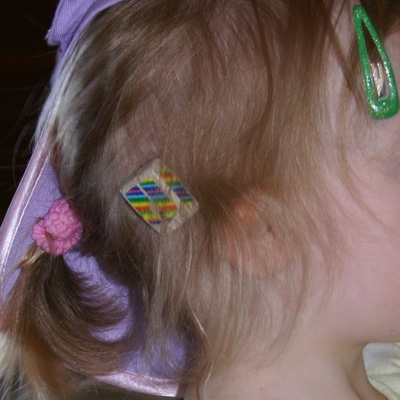
Een temporal bone implant op het hoofd van meisje

Een botverankerd hoortoestel, ook wel in het Engels 'Bone Conduction Device' of 'Temporal bone implant' genoemd, is een hoortoestel dat geluidstrillingen via beengeleiding overbrengt naar het binnenoor. Een dergelijk apparaat kan worden toegepast wanneer slechthorende mensen nog een goed functionerend binnenoor hebben, maar waarbij om een bepaalde reden een normaal hoortoestel geen optie is. Redenen kunnen zijn chronische oorontstekingen, een afwijkende gehoorgang of oorschelp en problemen met het middenoor (zoals otosclerose). Verder wordt het steeds meer toegepast bij enkelzijdig doven, in het Engels single-sided deafness (SSD) genoemd.
Een botverankerd hoortoestel wordt niet in of achter het oor gedragen zoals een gewoon hoortoestel, maar door middel van een schroef aan de schedel bevestigd (wel op een plek vlak achter het oor). Deze schroef, ook wel abutment genoemd, wordt middels een operatie aangebracht. De schroef is meestal gemaakt van titanium, aangezien dat materiaal niet door het botweefsel wordt afgestoten.
Dit soort hulpmiddel is ook wel bekend onder de merknamen 'Baha' (Bone Anchored Hearing Aid) of 'Ponto'. Doordat het aanvankelijk alleen door de fabrikant Cochlear onder de naam BAHA werd geleverd, wordt die naam nu vaak (ten onrechte) als soortnaam gebruikt.